# 아방슈역
아방슈역(독일어: Gare de Avenches)은 스위스 보주의 아방슈 지자체에 있는 기차역이다. 스위스 연방 철도의 표준궤 팔레지유-리스선의 중간 정류장이다.

## 서비스
다음 서비스는 아방슈에서 정차한다.
- 베른 S-반 S5 : 베른과 파예른 사이의 제한된 서비스.
- RER 보 S9 : 로잔과 케르처스 간 매시간 운행